# Fritillaria tokushimensis
Fritillaria tokushimensis là một loài thực vật có hoa trong họ Liliaceae. Loài này được Akasawa, Katayama & T.Naito mô tả khoa học đầu tiên năm 2005.